# Marlie Packer
Marlie Marie Packer (Yeovil, 2 ottobre 1989) è una rugbista a 15 internazionale per l'Inghilterra; terza linea ala, milita nella sezione femminile del Saracens ed è vincitrice della Coppa del Mondo 2014 con la nazionale inglese.

## Biografia
Nata a Yeovil, nella contea inglese del Somerset, crebbe con sua madre dopo che suo padre lasciò la famiglia, e iniziò a giocare a rugby, alternandolo al calcio, intorno ai cinque anni; formatasi agonisticamente in una squadra locale, gli Ivel Barbarians, nel 2007 a 18 anni passò alla più nota squadra della contea, la sezione femminile del Bath, e debuttare nel 2008 in nazionale maggiore.
Giocatrice dilettante, intraprese la professione di idraulico e termotecnico e tra il 2013 e il 2019 giocò per Bristol con un breve intermezzo a Londra alle Wasps.
Con la nazionale inglese vinse la Coppa del Mondo 2014 in Francia e diversi titoli del Sei Nazioni con il Grande Slam.
Al suo secondo mondiale, nel 2017 in Irlanda, giunse nuovamente in finale ma l'Inghilterra fu battuta a Belfast dalla Nuova Zelanda; in quello stesso anno firmò un contratto con il Saracens con cui, nei primi due anni, vinse due Premiership inglesi consecutive; nel frattempo, messa sotto contratto professionistico dalla RFU come atleta di rilievo internazionale, si dimise nel 2019 dall'impresa di lavori idraulici nella quale lavorava.
Un terzo titolo con le Sarries è giunto nel 2022, vinto battendo in finale Exeter.
Selezionata per la squadra inglese alla Coppa del Mondo 2021 che si disputa, posticipata di un anno per via della pandemia di COVID-19, in Nuova Zelanda, ha realizzato nel quarto di finale contro l'Australia tre mete, che le sono valse il titolo di miglior giocatrice dell'incontro.
Altre due mete sono giunte in semifinale contro il Canada e in finale contro la Nuova Zelanda, benché in quest'ultimo caso insufficiente per aggiudicarsi la vittoria del trofeo.
Marlie Packer ha un figlio insieme alla sua compagna, agente di polizia a Twickenham.

## Palmarès
- Coppe del mondo: 1
Inghilterra: 2014
- Campionati inglesi : 3
Saracens: 2017-18, 2018-19, 2021-22